# Saeberto de Essex
Sæberht, Saberht o Sæbert (d. c. 616) fue un rey de Essex (r. c. 604 – c. 616), en sucesión de su padre, el rey Sledd. Es conocido como el primer rey de los sajones del este en convertirse al cristianismo. La fuente principal para su reinado la Historia ecclesiastica gentis Anglorum por Beda (d. 735), que afirma haber obtenido la información sobre el trabajo misionero de Mellitus en Essex del abad Albinus de Canterbury a través del sacerdote de Londres Nothelm, posteriormente arzobispo de Canterbury (d. 739). Otras fuentes incluyen la Crónica anglosajona, y un puñado de genealogías y listas reales escritas por historiadores anglonormandos.

## Familia
Las genealogías y listas reales son unánimes en describir a Sæberht como hijo de Sledd, considerado como el fundador de la dinastía sajona en Essex. Según Beda, su madre fue Ricula, hermana de Æthelberht de Kent. Beda omite los nombres de los tres hijos de Sæberht que le sucedieron, pero dos de ellos Sexred y Sæward, aparecen en la genealogía MS Add. 23211.

## Conversión y sucesión
En 604, el clérigo galo Mellitus fue consagrado por Agustín de Canterbury como obispo de Essex, con capital en Londres, convirtiéndole en primer Obispo de Londres. Beda dice que Sæberht se convirtió al cristianismo en 604 y fue bautizado por Mellitus, mientras sus hijos siguieron siendo paganos. Sæberht permitió el establecimiento de una diócesis. La iglesia episcopal que fue construida en Londres, fue posiblemente fundada por Æthelberht, más que por Sæberht, aunque un diploma que recoge una donación de Æthelberht a Mellitus es una falsificación.

## Muerte
Ambos Æthelberht y Sæberht murieron en 616, dejando la misión gregoriana sin patrones. Los hijos de Sæberht expulsaron a Mellitus de Londres. Tradiciones medievales posteriores afirman que Sæberht y su mujer Ethelgoda fundaron la abadía original en el sitio de la actual Abadía de Westminster, y que fueron enterrados en la iglesia. En el reinado de Enrique III sus supuestos restos fueron transferidos a una tumba que el rey especialmente había levantado para ellos.

### Entierro de Prittlewell
En 2003 una tumba anglosajona fue descubierta en Prittlewell en Essex. Los artefactos encontrados eran de calidad suficiente para pensar que Prittlewell era la tumba de uno de los Reyes de Essex y el descubrimiento de cruces de florete dorado indica que el habitante era un cristiano primitivo. Las pruebas apuntan a comienzos del siglo VII, lo que convierte a Sæberht en el candidato más probable para el entierro, a pesar de que otras posibilidades como su nieto Sigeberht el Bueno no pueden ser descartadas.

## Lecturas complementarias
- Hirst, S. Y S. Cordero. El Prittlewell Príncipe: El Descubrimiento de un Entierro anglosajón Rico en Essex. Londres, 2004.

| Predecesor: Sledd | Rey de Essex 604 - 616 | Sucesor: Sexred |

- Datos: Q558536
- Multimedia: Sæberht of Essex / Q558536